# Neodexiospira pseudocorrugata
Neodexiospira pseudocorrugata är en ringmaskart som först beskrevs av Bush 1904.  Neodexiospira pseudocorrugata ingår i släktet Neodexiospira och familjen Serpulidae. Arten har ej påträffats i Sverige. Inga underarter finns listade i Catalogue of Life.